# Gălăbovți, Sofia
Gălăbovți (în bulgară Гълъбовци) este un sat în comuna Slivnița, regiunea Sofia,  Bulgaria. 

## Demografie
Componența etnică a satului Gălăbovți
     Bulgari (96,51%)
     Nicio identificare (3,48%)
     Altele (0%)
La recensământul din 2011, populația satului Gălăbovți era de 172 locuitori. Din punct de vedere etnic, majoritatea locuitorilor (96,51%) erau bulgari. Pentru 3,48% din locuitori nu este cunoscută apartenența etnică.